# Kamenná (Krásná)
Kamenná (někdy též Kamenná osada, německy Steinpöhl) je malá vesnice a část obce Krásná v okrese Cheb v Karlovarském kraji.

## Geografie
Kamenná se rozprostírá asi na 2,5 kilometru v nadmořské výšce 560 metrů, jeden kilometr severně od Krásné, a přibližně tři kilometry severozápadně od Aše.

## Historie
První historicky doložená zmínka o Kamenné pochází z roku 1612, kdy byla majetkem Zedtwitzů.
V minulosti se Kamenná dělila na menší orientační celky: Loupežnické domky, Horní Kamennou, Dolní Kamennou (někdy ztotožňovanou se vsí Steingeröll), Elfhausen a Smrčinu. Smrčina se nacházela přibližně jeden kilometr východně od Kamenné, a stával v ní zámek Smrčina s poplužním dvorem, který byl zbourán v šedesátých letech 20. století.
Po vysídlení německých obyvatel vesnice téměř zanikla, protože počet obyvatel klesl více než o 90%.
V Kamenné osadě také působilo mnoho spolků, z nichž nejaktivnější byl tělovýchovný spolek, mládežnický spolek Schulkreuzverein, který zajišťoval finanční pomoc při obstarávání školních pomůcek. Kamenná se pyšnila také svojí vlastní desetičlennou kapelou.
V roce 1866 byla na žádost místních obyvatel postavena malá dvoutřídní škola, která byla v roce 1905 přestavěna na pěknou velkou budovu se třemi třídami a dalšími vedlejšími místnostmi. Ve věžičce školy byl umístěn zvon, který zvonil k ranní a večerní modlitbě, upozorňoval ženy, že je čas donést pracujícím mužům jídlo a od roku 1908, kdy byl v Kamenné zřízen vlastní hřbitov, doprovázel svým zvoněním zemřelé na poslední cestě.
U vesnice se nacházela železniční zastávka na místní trati Aš – Hranice, která nesla jméno Podhradí. Po roce 1945, kdy bylo vysídleno německé obyvatelstvo, se vesnice téměř vylidnila. Mnoho domů zchátralo a muselo být strženo.
V Kamenné stojí mnoho chat a je zde také chatová osada Černý luh, kde se nachází stejnojmenný rybník zvaný Čerňák, kam se lidé z Krásné a blízkého okolí jezdí v létě koupat. Dále jsou v Kamenné další dva rybníky: Ohražák a Pramenný. 
Nedaleko chatové osady roste památný strom, známý jako Štítarský klen. Je to 25 metrů vysoký javor klen za chatovou osadou Černý Luh, na konci krátké aleje. 
K části Kamenná patří také Větrov, kde si nechal ašský textilní podnikatel Jäger postavit vilu, která je dnes známa jako zámeček Větrov. Po skončení druhé světové války zde byl státem zřízen dětský domov. Spisovatelka Markéta Zinnerová do prostředí tohoto dětského domova zasadila svou, později také zfilmovanou, knihu Indiáni z Větrova. Zámeček slouží jako hotel a restaurace.

## Obyvatelstvo
| Rok            | 1869 | 1880 | 1890 | 1900 | 1910 | 1921 | 1930 | 1950 | 1961 | 1970 | 1980 | 1991 | 2001 | 2011 | 2021 |
| -------------- | ---- | ---- | ---- | ---- | ---- | ---- | ---- | ---- | ---- | ---- | ---- | ---- | ---- | ---- | ---- |
| Počet obyvatel | 424  | 536  | 520  | 491  | 636  | -    | 642  | -    | 75   | 33   | 45   | 51   | 51   | 59   | 48   |
| Počet domů     | 55   | 62   | 61   | 70   | 84   | 94   | 98   | -    | 21   | 11   | 17   | 20   | 21   | 19   | 23   |

## Obecní správa
Při sčítání lidu v letech 1850–1947 Kamenná byla součástí Podhradí v okrese Aš. V letech 1948–1971 byla součástí Kopanin, se kterým patřila nejprve do okresu Aš, ale od roku 1960 v okrese Cheb. Od 26. listopadu 1971 do 31. prosince 1975 byla částí obce Krásná v okrese Cheb, kdy se konaly obecní volby. Od 1. ledna 1976 do 23. listopadu 1990 byla částí města Aš v okrese Cheb. Od 24. listopadu 1990 je opět částí obce Krásná v okrese Cheb.

## Doprava
Do Kamenné vede silnice z Krásné a odbočka ze silnice mezi Aší a Hranicemi. Přibližně půl kilometru od Kamenné se nachází železniční zastávka Podhradí na železniční trati Cheb – Hranice v Čechách. Vlak tudy jezdí v každém směru jen jednou denně, a to v odpoledních hodinách.
Vesnicí vede červeně značená turistická stezka z Libé do Hranic, zeleně značená turistická stezka z Podhradí do Hazlova, a cyklistická trasa č. 2057.

## Pamětihodnosti
- Zaniklý větrný mlýn u osady Smrčina

## Galerie

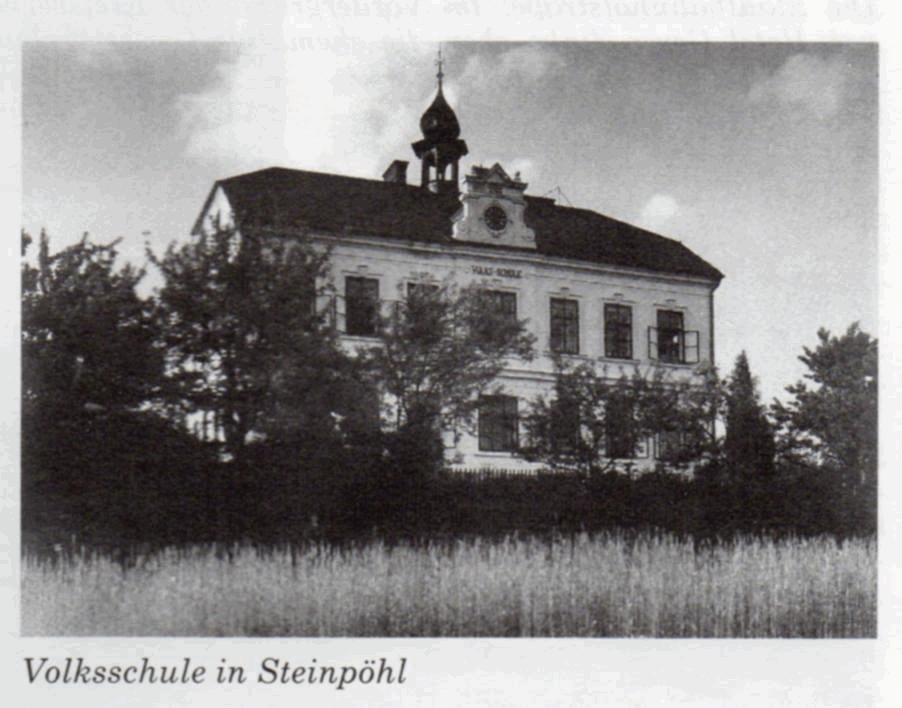
Bývalá škola v Kamenné
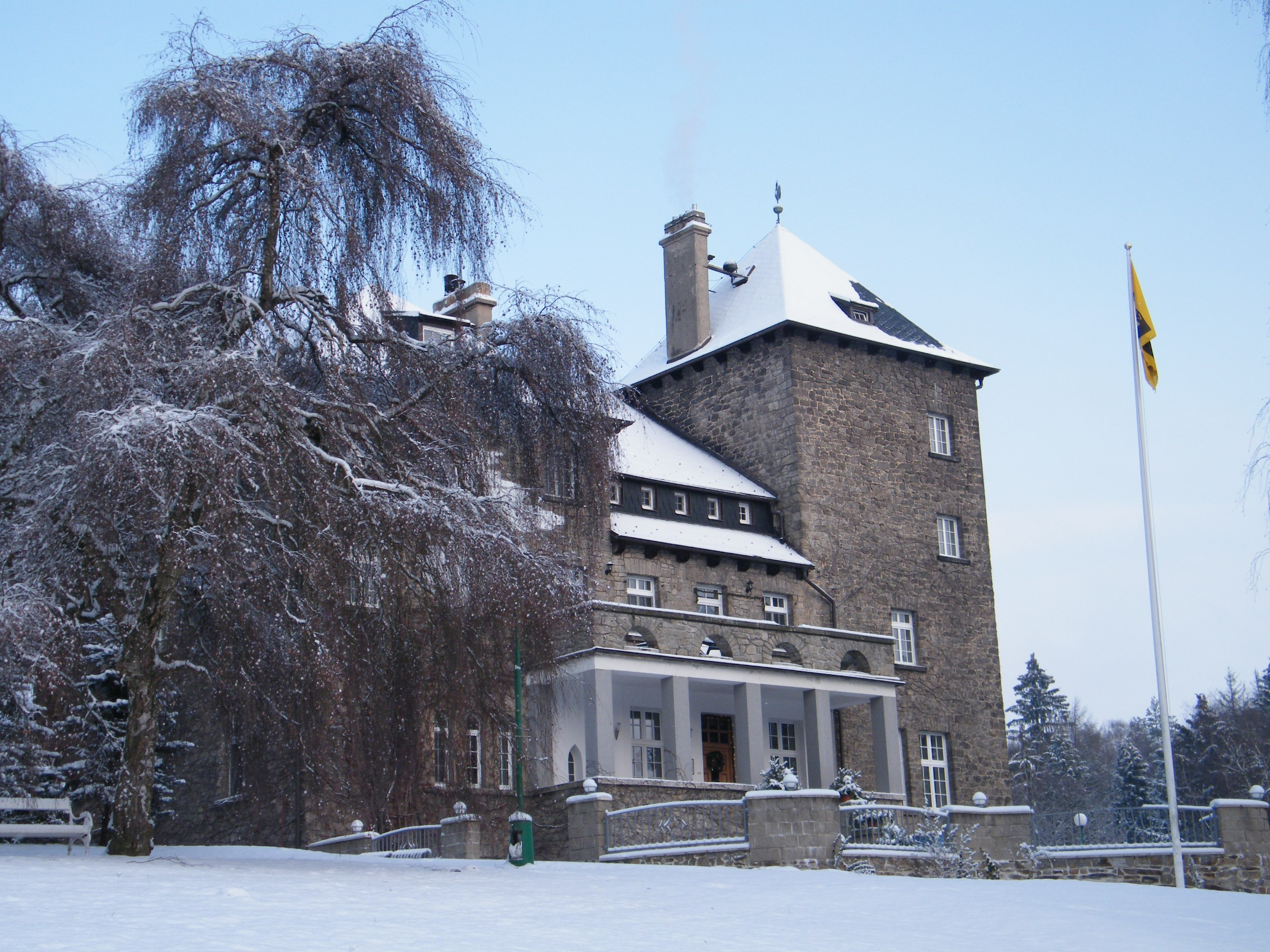
Zámek Větrov